# Martin Schreyer
Martin Philipp Schreyer (ur. 1902, zm. 19 września 1947 w Landsberg am Lech) – zbrodniarz nazistowski, członek załogi niemieckiego obozu koncentracyjnego Dachau i SS-Unterscharführer.
Członek Waffen-SS od 20 maja 1941. 20 stycznia 1942 skierowany został do obozu w Dachau, gdzie początkowo pełnił służbę jako strażnik. 2 grudnia 1943 Schreyera przeniesiono do podobozu Dachau – Friedrichshafen, a 29 lipca 1944 został oficerem raportowym (Rapportführerem) w podobozie Kaufering XI. Pełnił również obowiązki komendanta obozu Kaufering II. Osobiście maltretował więźniów, wielokrotnie ze skutkiem śmiertelnym. Skazywał ich również na tortury. Rozkazywał wykonywać egzekucje przez powieszenie, które następnie nadzorował. Schreyer dokonywał również selekcji niezdolnych do pracy więźniów, których eksterminowano w ramach akcji 14f13.
Martin Schreyer został osądzony za swoje zbrodnie w procesie załogi Dachau (US vs. Willi Fischer i inni) przez amerykański Trybunał Wojskowy w Dachau w dniach 26 lutego – 6 marca 1947. Wymierzono mu karę śmierci przez powieszenie, którą wykonano w więzieniu Landsberg we wrześniu 1947.